# Roland Bättig
Roland Bättig (28 luglio 1979) è un ex calciatore svizzero, di ruolo centrocampista.

## Carriera
Cresciuto nelle giovanili dello Schötz, debuttò professionista nel Kriens in Lega Nazionale B, per poi tornare allo Schötz in Prima Lega la stagione successiva. Nel 2001 inizia una fortunata parentesi nel Neuchâtel Xamax, con cui esordisce in Lega Nazionale A disputandovi 81 partite e realizzando un gol, raggiungendo anche la finale di Coppa Svizzera nel 2003, persa 6-0 contro il Basilea.
Nel 2004 venne ceduto all'Aarau, dove disputò altri 45 incontri in Super League e realizzò un'altra rete. Nel 2006, tuttavia, l'Aarau non gli rinnovò il contratto e si trasferì al Kriens in Challenge League, seconda divisione nazionale.
Nel gennaio del 2007 è tornato al Neuchâtel Xamax, con cui ha guadagnato la promozione in Super League, rimanendovi fino al gennaio 2008, quando è passato al Lucerna.
Nell'estate del 2008 si è trasferito in Italia, firmando per il Como in Lega Pro Seconda Divisione. Tuttavia non è stato mai schierato dai lariani, decidendo nell'ottobre 2008 così di passare al Bellinzona, con cui ha sottoscritto un contratto fino al giugno 2010. Anche a Bellinzona non scende mai in campo e il 6 luglio 2009 passa al Thun, in Challenge League.